# Геррозаври
Геррозаври (Gerrhosauridae) — представник плазунів з підряду Ящірок. Має 2 підродини, 6 родів, 34 види.

## Опис
Розглядаються як проміжні тварин між сцинками та справжніми ящірками. Загальний розмір представників цієї родини ящірок коливається від 15 до 70 см. Тулуб стиснутий. Спина вкрита поздовжніми й поперечними рядками товстих, прямокутних, твердих щитків. Утворюється кістковий панцир. Наявні стегнові пори. Між спиною і черевом, з боків, розташована смуга з дрібнозернистої луски, що сильно подовжує тіло. Голова вкрита симетричними рядками щитків. Хвіст у геррозаврів товстий.

## Спосіб життя
Живуть геррозаври на скелях, в сухих, у піщаних місцях, луках, пасовищах, у лісах, часто уздовж водяних шляхів. Харчуються комахами, павуками, багатоніжками, дрібними ящірками, пташенятами.
Це яйцекладні ящірки. Самиця зазвичай відкладає від 4 до 7 яєць.

## Розповсюдження
Це ендемік Африки. Представники родини геррозаврів живуть на південь від пустелі Сахара, а також на о.Мадагаскар.

## Підродини й роди
- Підродина Gerrhosaurinae
  - Рід Angolosaurus — (1 вид)
  - Рід Cordylosaurus — (1 вид)
  - Рід Gerrhosaurus — (6 видів)
  - Рід Tetradactylus — (6 видів)

- Підродина Zonosaurinae
  - Рід Tracheloptychus — (2 види)
  - Рід Zonosaurus — (18 видів)